# Književnost u 1632.
◄◄ | ◄ | 1629. | 1630. | 1631. | 1632.  | 1633. | 1634. | 1635. | ► | ►►
Arhitektura • Astronomija • Glazba • Kazalište • Kiparstvo • Knjige • Književnost • Kršćanstvo • Medicina • Politika • Pravo • Promet • Slikarstvo • Znanost
Književnost u 1632.

## Hrvatska i u Hrvata

### Smrti
- Stijepo Đurđević, hrvatski pjesnik (* 1579.)

## Vanjske poveznice
|  | Zajednički poslužitelj ima još gradiva o temi Književnost u 1632. |